# Shi De Yang
Shi De Yang (释德杨), (nascido Shi Wanfeng (史万峰) em Taikang (太康县); 16 de julho de 1968). É um budista chinês, descendente da 31ª geração de monges guerreiros de Dengfeng.

## Biografia
Shi Deyang (史万峰) como discípulo de Shi Suxi (1923-2006), estudou as três joias shaolin (Cha´n Wu Yi), Chan (religião), Wu (artes marciais) e Yi (medicina tradicional chinesa) por 30 anos.
Em 1983, o grande mestre entrou no Templo Shaolin (少林寺).
Em agosto de 1991, iniciou seu trabalho como mestre em Shaolin Warrior Monks. Considerado globalmente um dos expoentes atuais da cultura tradicional Shaolin.

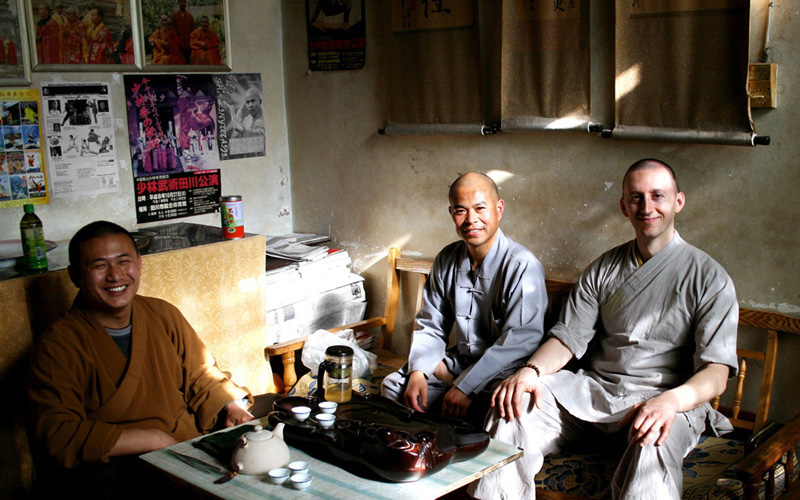
Shi De Yang no Temple Shaolin com os discípulos Shi Xing Mi (direita) e Shi Xing Qiu (à esquerda).

### Infância
Nasceu em uma cidade chamada Taikang, na província de Henan (河南), na China. Começou a praticar artes marciais desde a idade de 6 anos, foi influenciado por seu vizinho monge.